# Грушецький Антон Антонович

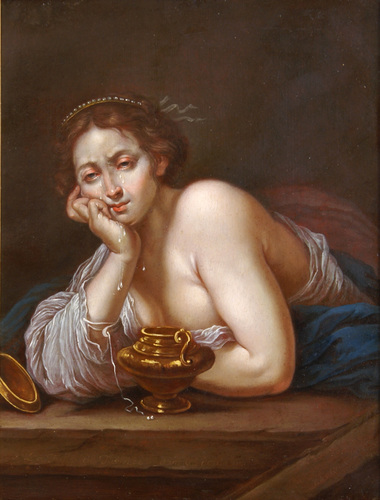
Твір Антонія Грушецького «Софонісба» (1793)

Антін (Антоній) Антонович Грушецький (1734, Почаїв, Волинь — між 1793 і 1798, Супрасль, Польща) — український іконописець, василіянин.

## Життєпис
Сім років проживав у м. Кам'янець (нині Кам'янець-Подільський), де навчався малярства в К. Радзівіловського. Працював у Львові, Почаївському монастирі. Від 1760 року перебував у Кракові, потім — у Варшаві та Супрасльському монастирі недалеко від Білостока.
Писав ікони в церквах Галичини й Волині, портрети заможних людей, зокрема, волинського воєводи Северина Юзефа Жевуського (1752—1755 роки, спочатку знаходився в Олеському Монастирі капуцинів; 1793 року перебував у кляшторі капуцинів Кракова.
Свої картини підписував: Антонінус Грушецький (Antoninus Gruszecky), також I(gnatius) A(ntonius) G(ruszecki) O(rdinis) S(ancti) B(asilii).